# Nazionale olimpica di calcio del Camerun
La nazionale olimpica camerunese di calcio è la rappresentativa calcistica del Camerun che rappresenta l'omonimo stato ai giochi olimpici. Ha vinto l'oro alle olimpiadi del 2000.

## Storia
La nazionale olimpica esordisce a Los Angeles 1984. Nella fase a gironi arriva terza, con una vittoria contro l'Iraq e due sconfitte contro Canada e Jugoslavia. A Sydney 2000 ottiene un risultato storico per il calcio africano. Dopo una fase a gironi terminata al secondo posto grazie a cinque punti, ai quarti vince contro il Brasile per 2-1. In semifinale vince nuovamente, contro il Cile, per 2-1. In finale, contro la Spagna finisce i tempi supplementari sul 2-2 e si porta ai rigori, dove riesce a vincere la Medaglia d'oro, unica squadra africana, insieme alla Nigeria a riuscire nell'impresa.

## Statistiche dettagliate sui tornei internazionali

### Giochi olimpici
| Anno | Luogo             | Piazzamento      | V | N | P | Gol  |
| ---- | ----------------- | ---------------- | - | - | - | ---- |
| 1952 | Helsinki          | Non partecipante | - | - | - | -    |
| 1956 | Melbourne         | Non partecipante | - | - | - | -    |
| 1960 | Roma              | Non partecipante | - | - | - | -    |
| 1964 | Tokyo             | Non partecipante | - | - | - | -    |
| 1968 | Città del Messico | Ritirata         | - | - | - | -    |
| 1972 | Monaco di Baviera | Non qualificata  | - | - | - | -    |
| 1976 | Montréal          | Ritirata         | - | - | - | -    |
| 1980 | Mosca             | Non qualificata  | - | - | - | -    |
| 1984 | Los Angeles       | Primo turno      | 1 | 0 | 2 | 3:5  |
| 1988 | Seul              | Non qualificata  | - | - | - | -    |
| 1992 | Barcellona        | Non qualificata  | - | - | - | -    |
| 1996 | Atlanta           | Non qualificata  | - | - | - | -    |
| 2000 | Sydney            | Oro              | 3 | 3 | 0 | 11:8 |
| 2004 | Atene             | Non qualificata  | - | - | - | -    |
| 2008 | Pechino           | Quarti di finale | 1 | 2 | 1 | 2:3  |
| 2012 | Londra            | Non qualificata  | - | - | - | -    |
| 2016 | Rio de Janeiro    | Non qualificata  | - | - | - | -    |
| 2020 | Tokyo             | Non qualificata  | - | - | - | -    |
| 2024 | Parigi            |                  | - | - | - | -    |

## Palmarès
- Torneo Olimpico: 1 (record africano condiviso con la Nigeria)

Sydney 2000

## Tutte le rose

### Giochi olimpici
Calcio ai Giochi Olimpici Estivi 19841 Bell, 2 Mbassi, 3 Sinkot, 4 Bilamo, 5 Onana, 6 Kundé, 7 Mfédé, 8 Ekéké, 9 Milla, 10 Dang, 11 Toubé, 12 Ebongué, 13 Bahoken, 14 Abega, 15 Ndoumbé, 16 Aoudou, 17 Songo'o, CT: Ognjanović
Calcio ai Giochi Olimpici Estivi 20001 Bekono, 2 Meyong, 3 Womé, 4 Mimpo, 5 Abanda, 6 Beaud, 7 Alnoudji, 8 Geremi, 9 Eto'o, 10 Mboma, 11 Kome, 12 Lauren, 13 Nguimbat, 14 Suffo, 15 Epalle, 16 M'Bami, 17 Branco, 18 Kameni, CT: Akono
Calcio ai Giochi Olimpici Estivi 20081 Tignyemb, 2 Baning, 3 Ghomsi, 4 Bikey, 5 Song, 6 M'Bia, 7 Mboua, 8 Mandjeck, 9 Songo'o, 10 Bekamenga, 11 Bebbe, 12 Bebey Kingué, 13 Nkoulou, 14 Chedjou, 15 N'Gal, 16 Mayebi, 17 Ollé Ollé, 18 Enam, 22 Bondoa Adiaba, CT: Ndtoungou